# Marcel Dutil
Pour les articles homonymes, voir Dutil.
Marcel Dutil est un homme d'affaires québécois né en août 1942 à Saint-Georges.
Il est président du Conseil de Groupe Canam (TSX-CAM) et de actionnaire d'importance de Manac inc.
En 2003, il avait brièvement collaboré à l'équipe de l'Action démocratique du Québec.
Il est très impliqué dans le support communautaire de la région de Saint-Georges.
Il est le petit-fils de l'industriel et homme politique Édouard Lacroix et le frère de l'homme politique Robert Dutil.

## Distinctions
- 1985 -  Membre de l'Ordre du Canada[2]
- 2002 -  Chevalier de l'Ordre national du Québec[3]